# アズマテレビ
アズマテレビは、かつてバラエティ番組を配信するインターネットテレビのウェブサイトであった。
浅井企画所属のIT芸人東朋宏が司会・主催で、制作費0円で作成された総合バラエティインターネットテレビ。
アイドル・芸人・モデル・ダンサー等、様々なジャンルの出演者によって構成され、多くの動画コンテンツを無料で配信していた。

## アズマテレビメンバー
- 東朋宏（IT芸人）
- FMジャム（お笑いコンビ）
- TOMOAKI（ダンサー）
- けんじ（モデル）
- みっちゃん（お笑い芸人）
- マナティ（お笑い芸人）
- 西島未智（女優）